# Река Тана (округ)
Река Тана — административный округ в бывшей кенийской Прибрежной провинции. Его столица и наибольший город — Хола. Население округа — 315 943 человек. Площадь округа — 35 375,8 квадратных километров.
Население округа представлено сомалийцами, покомо (многие из которых являются крестьянами), орма и варди. Округ подвержен засухе. Осадки непостоянны, дожди обычно идут в марте — мае и октябре — декабре. Между крестьянами и другими людьми часто происходят конфликты из-за доступа к воде. Наводнения также являются регулярной проблемой, вызванной проливными дождями в верховьях реки Тана. 22 августа 2012 года во время самого жестокого инцидента в Кении с 2001 года по меньшей мере 52 человека были убиты в округе Река Тана в результате этнического конфликта между орма и покомо.